# Tiffany Porter
Tiffany Adaez Porter (nacida Tiffany Adaez Ofili, Ypsilanti, Estados Unidos, 13 de noviembre de 1987) es una deportista británica que compite en atletismo, especialista en las carreras de vallas. Su hermana Cynthia compite en el mismo deporte.
Ganó una medalla de bronce en el Campeonato Mundial de Atletismo de 2013 y tres medallas en el Campeonato Mundial de Atletismo en Pista Cubierta entre los años 2012 y 2016.
Además, obtuvo dos medallas en el Campeonato Europeo de Atletismo, oro en 2014 y bronce en 2016, y dos medallas en el Campeonato Europeo de Atletismo en Pista Cubierta, plata en 2011 y bronce en 2021.
Participó en tres Juegos Olímpicos de Verano, entre los años 2012 y 2020, ocupando el séptimo lugar en Río de Janeiro 2016, en la prueba de 100 m vallas.

## Palmarés internacional
| Campeonato Mundial                   | Campeonato Mundial        | Campeonato Mundial | Campeonato Mundial |
| Año                                  | Lugar                     | Medalla            | Prueba             |
| ------------------------------------ | ------------------------- | ------------------ | ------------------ |
| 2013                                 | Moscú (Rusia)             | Medalla de bronce  | 100 m vallas       |
| Campeonato Mundial en Pista Cubierta |                           |                    |                    |
| Año                                  | Lugar                     | Medalla            | Prueba             |
| 2012                                 | Estambul (Turquía)        | Medalla de plata   | 60 m vallas        |
| 2014                                 | Sopot (Polonia)           | Medalla de bronce  | 60 m vallas        |
| 2016                                 | Portland (Estados Unidos) | Medalla de bronce  | 60 m vallas        |
| Campeonato Europeo                   |                           |                    |                    |
| Año                                  | Lugar                     | Medalla            | Prueba             |
| 2014                                 | Zúrich (Suiza)            | Medalla de oro     | 100 m vallas       |
| 2016                                 | Ámsterdam (Países Bajos)  | Medalla de bronce  | 100 m vallas       |
| Campeonato Europeo en Pista Cubierta |                           |                    |                    |
| Año                                  | Lugar                     | Medalla            | Prueba             |
| 2011                                 | París (Francia)           | Medalla de plata   | 60 m vallas        |
| 2021                                 | Toruń (Polonia)           | Medalla de bronce  | 60 m vallas        |